# Canotatge
El canotatge és una activitat recreativa que consisteix en la tripulació d'embarcacions menors, remar una canoa amb una pala d'una sola fulla. Els significats comuns del terme es limiten a quan el canotatge és l'objectiu central de l'activitat. Els significats més amplis inclouen quan es combina amb altres activitats com les expedicions amb canoa o el seu ús com a mètode de transport relacionat amb altres activitats.

## Història
El canotatge és un mitjà de transport antic. El piragüisme recreatiu modern es va establir a finals del segle xix. El 1924, associacions de piragüisme d'Àustria, Alemanya, Dinamarca i Suècia van fundar la precursora de la Federació Internacional de Piragüisme. El canotatge va passar a formar part dels Jocs Olímpics l'estiu de 1936. La principal forma d'esport de competició eren les aigües tranquil·les amb una canoa ràpida. També es fa caiac polo, piragüisme en aigües braves, marató de canoa, marató de canoa ICF i estil lliure.

### Materials de construcció

#### Tradicionals
Els materials més antics són els troncs d'arbre buidats (embarcacion monòxiles) i els rais de canyes. També hi ha embarcacions de "cistell" (amb vimets enllaçats i enquitranats) o folrades amb pells.
Les antecessores directes de les canoes actuals foren les canoes d'escorça de bedoll ideades pels nadius americans.
Els kattumarans i els "caballitos de totora" són solucions semblants però basades en conceptes diferents.

#### Moderns
- Fusta monòxila (especialment en recreacions)[9]
- Paper[10]
- Inflables[11]
- Llistons encolats (per exemple de cedre)[12]
- Llates encolades (emmotllades en fred)[13]
- Contraplacat[14]
- Termoplàstics[15]
- Alumini[16]
- PRFV (fibra de vidre)[17]
- Materials compòsits (fibra de carboni, kevlar) i d'alta tecnologia.[18]

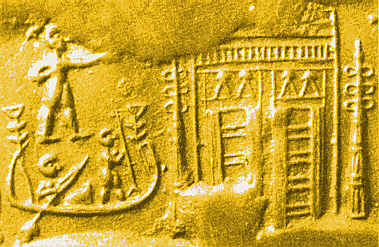
Barca del tipus anomenat "magur".

## Documents variats
L'apartat anterior d'història, a més d'exposar-se en un resum general, pot presentar-se en una llista de documents concrets. Aquesta llista hauria de permetre una aproximació a diversos estudis sobre el tema (construcció, maneig, utilitats, ...).
- 1493. Cristòfor Colom.[23]
  - [24]
  - [25]

- 1568. Bernal Díaz del Castillo.[26][27]
  - Parla de "canoas" i "piraguas".
  - [28]

| «                                                                                   | ... acordaron de armar treinta piraguas, que son canoas muy grandes, con muy buenos remeros y guerreros ... | » |
| — Bernal Díaz del Castillo. Historia verdadera de la conquista de las Nueva España. | |   |

- 1702. Dictionnaire de Marine. N.Aubin.[29]
  - Vegeu l'entrada "canot".

- 1843. Nouveau manuel universel et raisonné du canotier. Jacquin Bidon.[30]

- 1848. Dictionaire de marine à voiles et à vapeur. Baron BONNEFOUX.[31]

- 1858. Le canotage en France. A.Karr.[32]

- 1869. Boletín de la Sociedad Mexicana de Geografía y Estadística.[33]
  - L'obra esmenta: "canoas" ("de dos proas" i "de dos popas"), "piraguas" i "canaletes".

- 1883. Practical canoeing. Norie & Wilson.[34]

- 1889. Diccionario general etimológico de la lengua española. Roque Barcia.[35]
  - Esmenta la "pagaya" com d'origen filipí.

- 1890. Canoe and Dog-train Among the Cree and Salteaux Indians.[36]

- 1892. Les prosateurs français du XIXe siécle.C.Fontaine.[37]

- 1893. Sociedad de Bibliófilos Andaluces.[38]
  - "Canoas" i "piraguas" ("canoas grandes"). "Canaletes".

- 1894. Diccionario enciclopédico de ciencias, literatura y artes. V.Gregoire.[39]
  - Explicació de "canalete".

- 1895. Canvas Canoes: How to Build Them. P.B.Field.[40] L'obra tracta de la construcció de canoes de lona.

- 1896. Annual Report of the Bureau of Ethnology to the Secretary of the Smithsonian Institution.[41]

- 1962. Boys' Life. Boy Scouts of America.[42]

- 1984. Les Franco-canadiens dans l’ouest: Essai historique bilingue. G. MacEwan.[43]

- 2001. Estudios de lingüística y literatura . R.A.P.Aguilar.[44]
  - L'obra comenta els termes "cayuco", "piragua" i "canoa".

- 2002. Building a Birchbark Canoe: The Algonquin Wâbanäki Tcîmân . D.Gidmark.[45]

- 2003. Basic Canoeing: All the Skills You Need to Get Started.[46]

- 2011. Fuselage Frame Boats: A Guide to Building Skin Kayaks and Canoes. SJ.Horton.[47]

- 2012. Romoleto: Un Emigrante En Venezuela.[48]
  - Explica el terme "curiara".